# Марина Цветаева
Марина Ивановна Цветаева е руска поетеса и писателка, един от най-оригиналните руски поети на 20 век, творчеството ѝ принадлежи към модернизма в руската поезия.
а

## Биография
Цветаева е родена в Москва на 8 октомври 1892 г. Баща ѝ Иван Цветаев е филолог, изкуствовед, професор по история на изкуството, основател на Московския музей за изобразително изкуство „А. С. Пушкин“, майка ѝ е високообразована концертна пианистка.
През 1908 г. завършва гимназия в Москва, заминава за Париж, посещава лекции по старофренска литература в Сорбоната.
От 1911 г. живее в Коктебел, Крим, общува с Волошин и Бели. През януари 1912 г. се омъжва за офицера Сергей Ефрон, през септември се ражда дъщеря им Ариадна. През 1917 г. се връща в Москва. През 1920 г. на тригодишна възраст умира втората ѝ дъщеря Ирина.
През 1922 г. емигрира заедно с първата си дъщеря в Берлин, по-късно живее в Прага, а от 1925 г. се установява в Париж.
През 1931 г. съпругът ѝ моли за съветско гражданство и става съветски разузнавач. През 1938 г. се връща в Москва. Същата година съпругът и дъщеря ѝ са арестувани от НКВД.
Поради настъплението на нацистите е евакуирана от Москва през август 1941 г. в Елабуга (Татарстан), кандидатства за миячка в столова. Самоубива се на 31 август 1941 г., точното място на гроба ѝ е неизвестно.

## Творчество
През 1910 г. издава свой поетичен сборник „Вечерен албум“. През 1912 г. публикува книгите „Вълшебен фенер“ и „От две книги“. В периода 1915-1916 г. създава поетичните цикли „Стихове за Москва“, „Безсъници“, „Стенка Разин“, „Стихове към Блок“ и „На Ахматова“.
Публикува сборника „Версти“ (1921), създава поемите „На червен кон“, „Егорушка“ (1921), „Юнак“ (1922), завършва циклите „Ученик“, „Раздяла“, „Блага вест“ (1921), „Преспи“ и „Дървета“ (1922).
В Берлин излиза книгата ѝ „Занаят“ (1923), пише поемите „От морето“, „Стаен опит“, „Поема за стълбата“ (1926). През 1926 г. създава стихотворенията „Роман за тримата“, „Новогодишно“, „Поема за въздуха“.
През 1928 г. издава книгата „След Русия“. Следват поетичните цикли „На Маяковски“ (1929), „Стихове към Пушкин“ (1931), „Маса“ (1933), „Надгробен камък“ (1935), „Стихове към сирака“ (1936) и „Стихове към Чехия“ (1939).